# Alionematichthys ceylonensis
Alionematichthys ceylonensis är en fiskart som beskrevs av Møller och Werner Schwarzhans 2008. Alionematichthys ceylonensis ingår i släktet Alionematichthys och familjen Bythitidae. Inga underarter finns listade i Catalogue of Life.